# Sternotropa linsaymontis
Sternotropa linsaymontis – gatunek chrząszcza z rodziny kusakowatych i podrodziny rydzenic.
Gatunek ten opisał po raz pierwszy w 2015 roku Roberto Pace na łamach „Beiträge zur entomologie”. Jako lokalizację typową wskazano Mount Linsay w australijskim Queenslandzie. Epitet gatunkowy pochodzi od tejże lokalizacji.
Chrząszcz o błyszczącym, wydłużonym ciele długości 1,2 mm. Głowa jest żółtoczerwona z żółtawymi członami czułków od pierwszego do czwartego i żółtobrązowymi ich członami pozostałymi. Jej powierzchnia jest delikatnie, powierzchownie punktowana i pozbawiona siateczkowania. Oczy są dłuższe od skroni. Człony czułków pierwszy i drugi są równych długości, a trzeci krótszy. Człony od piątego do dziewiątego mają poprzeczny kształt. Żółtoczerwone przedplecze jest delikatnie ziarenkowane oraz poprzecznie, powierzchownie siateczkowane. Pokrywy mają żółtawoczerwony przód i brązowy tył; ich powierzchnia jest gęsto ziarenkowana, o zatartym siateczkowaniu. Barwa odnóży jest żółta. Żółtoczerwony z brązowym czwartym tergitem odwłok ma bardzo powierzchowną, łuseczkowatą mikrorzeźbę. Na tylnym brzegu piątego tergitu brak pary długich pośrodkowych kolców. Genitalia samca mają edeagus podbny do tego u S. ruficornis, ale o bardzo długiej strukturze biczykowatej.
Owad endemiczny dla Australii, znany tylko z lokalizacji typowej. 